# 富田秋香
富田 秋香（とみた しゅうこう、1868年‐没年不明）は明治時代の浮世絵師、日本画家、版画家。

## 来歴
小林永濯の門人。秋香と号す。通称は雄太郎。下野国（現・栃木県）に旧幕臣の父親のもとに長男として生まれる。明治中後期に日清戦争の錦絵や子供向け雑誌の挿絵を描いている。まず永濯に師事して狩野派を学んだ後、三島蕉窓、鈴木華邨にも就いている。人物画を得意としており、円青と号して多くの展覧会に作品を出品、入選を果たす。永濯の没後に版下絵を描くことを自習したといわれ、『東京日々新聞』に勤務、長い間、挿絵を描いている。また、梶田半古の主催する白光会にも属していた。

## 作品
- 「海洋島沖日艦大勝」 大判3枚続 1894年（明治27年）
- 「第二軍金州城大激戦之図」 大判3枚続 1894年 ボストン美術館所蔵
- 「天草一揆」前後 口絵 塚原渋柿園作 今古堂版 明治40年